# Tsurane Iwamura
Tsurane Iwamura (* 1919) war ein japanischer Mathematiker.
Iwamura war in den 1940er Jahren an der Universität Nagoya, in den 1950er Jahren an der Pädagogischen Hochschule in Tokio und in den 1970er Jahren an der Rikkyo-Universität.
Iwamura befasste sich mit Verbandstheorie und veröffentlichte auf diesem Gebiet zum Beispiel über kontinuierliche Geometrien nach John von Neumann. Für diese führte er eine verallgemeinerte Dimensionsfunktion ein, mit schwächeren Bedingungen als die übliche Dimensionsfunktion und definierbar falls die kontinuierlichen Geometrien eine Automorphismengruppe besitzen.
Er bewies 1944 das nach ihm benannte Lemma von Iwamura.

## Schriften
- On continuous geometries, 2 Teile, Japan J. Math., Band 19, 1944, S. 57–71, J. Math. Soc. Japan, Band 2, 1950, S. 148–164. Teil 2 bei Project Euclid
- A generalized limit, Proc. Imperial Academy, Band 20, 1944, S. 346–347, Project Euclid
- mit Kosaku Yosida: Equivalence of two topologies of abelian groups, Proc. Imperial Academy, Band 20, 1944, S. 451–453, Project Euclid